# Roca filoniana

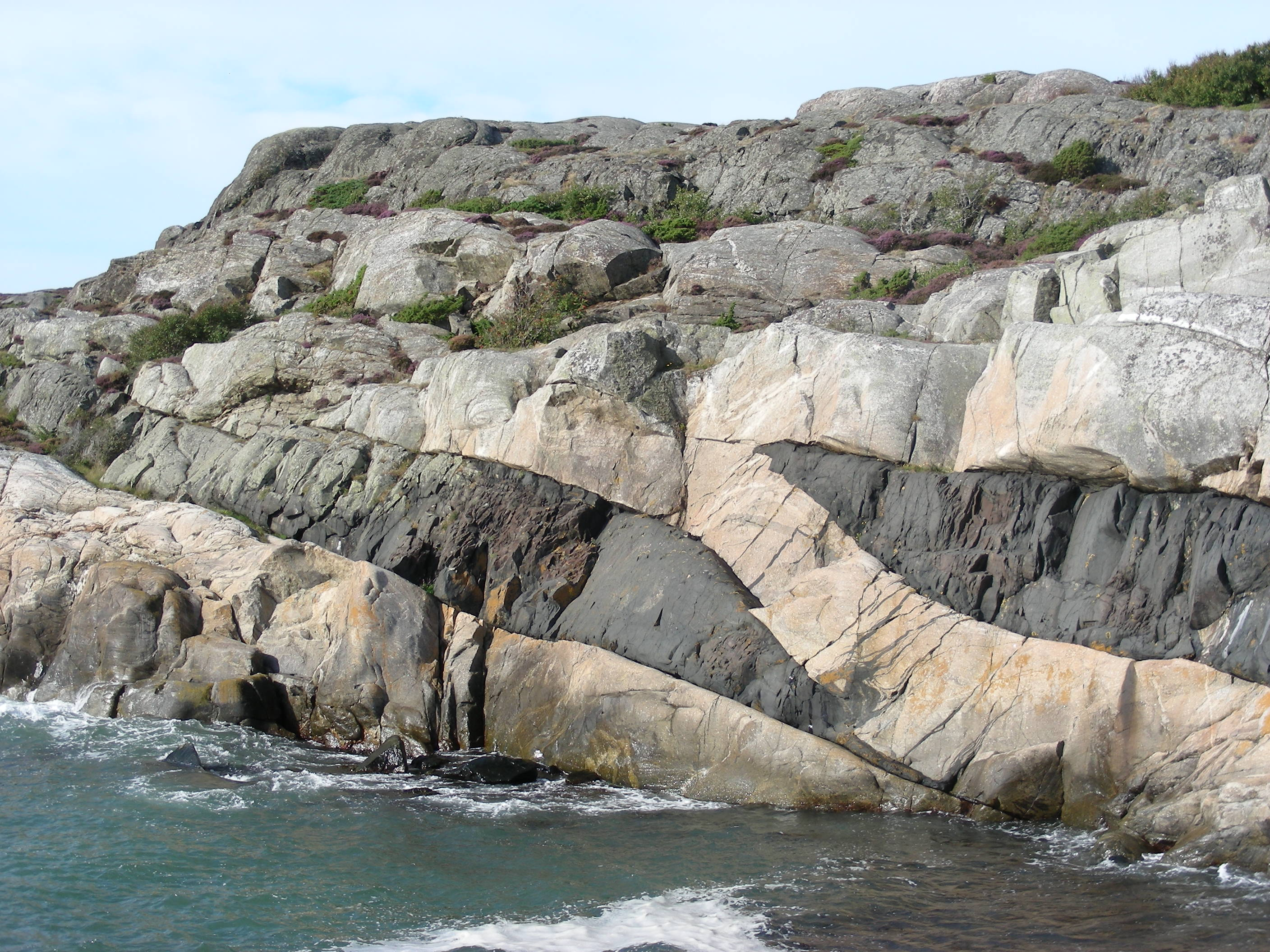
Diques de diabasa (roca oscura) de hace 1440 millones de años (Ramsö, islas Koster, Suecia).

Las rocas filonianas, hipoabisales o subvolcánicas son rocas ígneas intrusivas que se originan cuando el magma o fluidos hidrotermales mineralizados se abren paso hacia la superficie a través de fisuras de trazado irregular o grietas y fallas de bordes planos y se solidifica en su interior formando filones, masas de roca de contorno tabular. Generalmente el magma forma pequeñas masas tabulares (entre unos pocos centímetros y unos cuantos centenares de metros). La mayoría de las rocas filonianas presentan una textura porfídica, afanítica o granofídica, con cristales sin medida uniforme porque se han formado en fases distintas: los minerales de temperatura de fusión más alta han ido cristalizando lentamente en el interior de la capa terrestre, y el resto, de forma más rápida dentro de los filones, donde la roca encajante es cada vez más fría.
Algunos ejemplos de rocas filonianas son las aplitas (de composición parecida al granito, con diferentes proporciones de cuarzo, plagioclasa y ortosa, y con textura equigranular <2mm), los pórfidos (con matriz vítrea o microcristalina) y las pegmatitas (con grandes cristales >1cm).